# Діброва (Тлумацька міська громада)
Дібро́ва — село в Україні, у Тлумацькій міській громаді Івано-Франківського району Івано-Франківської області.
Розташоване на автошляху Н18 Тернопіль — Дарахів — Бучач — Монастириська — Нижнів — Тисмениця — Івано-Франківськ.

## Історія
Згадується 30 січня 1447 року в книгах галицького суду.
Перша письмова згадка про село датована 1780 роком. До 1934 року — у складі гміни Нижнів, у 1934—1939 роках — до об’єднаної сільської ґміни Ніжнюв Тлумацького повіту.
У 1939 році в Діброві мешкало 460 осіб, з них 425 українців-греко-католиків, 30 українців-римокатоликів, 5 поляків.
До зруйнування військами Вермахту, що відступали у 1944 році через село проходила залізниця Івано-Франківськ — Бучач — Ярмолинці.
Як і мешканці сусіднього Нижнева, мешканці періодично страждають від повеней та паводків на Дністрі.
7 червня 1946 року указом Президії Верховної Ради УРСР населені пункти Дібровської сільради Тлумацького району перейменовано хутір Панський на хутір Вільний, а хутір Янівський — на хутір Іванів.
12 червня 2020 року, відповідно до Розпорядження Кабінету Міністрів України  № 714-р «Про визначення адміністративних центрів та затвердження територій територіальних громад Івано-Франківської області», увійшло до складу Тлумацької міської громади.
17 липня 2020 року, в результаті адміністративно-територіальної реформи та ліквідації Тлумацького району, село увійшло до складу новоутвореного Івано-Франківського району.

## Населення

### Мова
Розподіл населення за рідною мовою за даними перепису 2001 року:
| Мова       | Кількість | Відсоток |
| ---------- | --------- | -------- |
| українська | 171       | 100%     |